# Mocis disseverans
Mocis disseverans (tên tiếng Anh: Bướm đêm Mocis vàng)  là một loài bướm đêm thuộc họ Erebidae. Nó được tìm thấy ở phần phía nam của Hoa Kỳ, bao gồm Mississippi, Florida và Texas. Furthermore, nó được tìm thấy ở Vùng Caribe.
Sải cánh dài khoảng 40 mm.